# Марківці (Івано-Франківський район)
Ма́рківці — село Івано-Франківського району Івано-Франківської області. Входить до складу Тисменицької міської громади. Давня назва села — Луги.

## Історія
Перша письмова згадка належить до 1435 року.
У податковому реєстрі 1515 року в селі документується 1 лан (близько 25 га) оброблюваної землі та ще 3 лани тимчасово вільної.

## Населення

### Мова
Розподіл населення за рідною мовою за даними перепису 2001 року:
| Мова            | Кількість | Відсоток |
| --------------- | --------- | -------- |
| українська      | 1043      | 99.9%    |
| інші/не вказали | 1         | 0.1%     |
| Усього          | 1044      | 100%     |

## Церква
Церква Святого Великомученика Димитрія. Хрестоподібна, дерев'яна. Побудована 1900 р. на кошти громади, належить до УПЦ КП.
Церква Різдва Пречистої Діви Марії, у минулому римо-католицький Костел, побудований в 1910р. на кошти польської громади села, нині належить до УГКЦ.

## Люди
В селі народилися:
- Кархут Василь Володимирович — український лікар-алопат, фітотерапевт, письменник, політв'язень. Особистий лікар митрополита УГКЦ Андрея Шептицького.
- Віталія Савченко (1970) — українська поетеса і дитяча письменниця.
- Адель Станіславська (1976) — українська поетеса і прозаїк.

Сільські священики:
- о. Микола Балацький
- о. Мирослав Пронюк
- о. Василь Качур
- о. Василь Лесюк